# Cañada de García, Michoacán de Ocampo
Cañada de García är en ort i Mexiko.   Den ligger i kommunen Epitacio Huerta och delstaten Michoacán de Ocampo, i den sydöstra delen av landet, 140 km nordväst om huvudstaden Mexico City. Cañada de García ligger 2 485 meter över havet och antalet invånare är 281.
Terrängen runt Cañada de García är kuperad åt nordost, men åt sydväst är den platt. Runt Cañada de García är det ganska tätbefolkat, med 75 invånare per kvadratkilometer. Närmaste större samhälle är Amealco, 10,9 km nordost om Cañada de García. I omgivningarna runt Cañada de García växer huvudsakligen savannskog.